# 점군
점군(點群, 영어: point group)은 수학과 결정학에서, 분자의 대칭성을 표시하는 군론에 따라서 분류한 표시법으로 분류될 수 있는 종류들의 군이다.

## 같이 보기
- 결정학적 점군
- 공간군